# Real Estelí (baloncesto)
Real Estelí de Baloncesto es un equipo de baloncesto de Nicaragua con sede en Managua. Fundado en 2018, es la sección de baloncesto del club de fútbol Real Estelí Fútbol Club, que fue fundado en 1959. El equipo ingresó a la Liga Superior de Baloncesto (LSB) para su temporada de debut en la temporada 2018. El estadio local del equipo es el Complejo Deportivo Alexis Arguello, que fue inaugurado en 2017 y tiene una capacidad para 8.057 personas.

## Historia
El primer partido del equipo en la LSB se disputó el 9 de febrero de 2018 ante Leones de Managua. En 2019, el entrenador en jefe David Rosario se hizo cargo del equipo. Antes de llegar a Estelí, Rosario había sido tricampeón del Baloncesto Superior Nacional con los Capitanes de Arecibo. En el mismo año, Real Estelí jugó en la temporada inaugural de la recién fundada Basketball Champions League Americas. Real llegó a cuartos de final. Un año después, el equipo ganó su primer campeonato LSB tras derrotar a Brumas de Jinotega en la final de los playoffs.
En abril de 2021, Real Estelí jugó en la Final a Ocho de la BCL Américas 2020-21 y fue sede del torneo en Managua. El equipo logró llegar a la final por primera vez en la historia del club, donde perdió por poco ante Flamengo 80-84. Real Estelí se clasificó para la temporada 2021-22 de BCL Americas, que fue la cuarta consecutiva. El Tren del Norte fue asignado al Grupo A junto a Cangrejeros de Santurce y los Edmonton Stingers. El 3 de diciembre de 2021, el club repitió como campeón de la LSB tras vencer en la final a Brunas de Jinotega.

## Palmarés

### Nacional
Liga Superior de Baloncesto
- Campeones (4): 2019, 2020, 2021, 2022

### Internacional
Liga Centroamericana
- Campeón (1): 2018

Liga de Campeones de Américas
- Subcampeón (1): 2021

## Jugadores notables
- Farrell Pauth
- Andy Perez
- Jared Ruiz
- Thomas Vansdell
- Jaison Valdez
- Delroy James
- Renaldo Balkman
- Alex Franklin
- De Jesús Jezreel
- Javier Mojica
- Christian Pizarro
- Melsahn Basabe
- JC Fuller